# عشق و زن فرانسوی
عشق و زن فرانسوی (به فرانسوی: La Française et l'Amour) یک فیلم سینمایی آنتولوژی فرانسوی محصول سال ۱۹۶۰ با بازی ژان-پل بلموندو و دنی روبن است.
این فیلم با فروش ۳٬۰۵۶٬۷۳۶ بلیت در فرانسه بسیار مورد توجه قرار گرفت.